# 高野和明
高野 和明（たかの かずあき、1964年10月26日 -）は、日本の小説家・脚本家。東京都生まれ。ロサンゼルス・シティー・カレッジ映画科中退。日本推理作家協会会員。

## 経歴

### 生い立ち
小学二年生のときに『激突!』を見たことをきっかけにハリウッド映画に夢中になる。映画監督を志すようになり、小学六年生のときに8ミリ映画を撮り始める。中学、高校時代は映画研究会に所属。1983年、高校二年生のときに書き始めて大学浪人時代に完成した脚本「幽霊」が第9回城戸賞の最終候補になる。1984年、選考委員をしていた東宝映像の専務に岡本喜八を紹介される。1985年から岡本喜八の門下に入り、映画やテレビ、Vシネマの撮影現場でメイキング演出やスチルカメラなどを担当。1989年に渡米し、ロサンゼルス・シティー・カレッジ映画科で映画演出・撮影・編集を学びながら、ABCネットワークのスタッフとして働く。

### 脚本家時代
1991年、日本からVシネマの監督をやらないかという話が来たのをきっかけに帰国し、映画・テレビなどの脚本家として活動。宮部みゆき『魔術はささやく』『火車』を読んで小説を書きたいと思い、1996年、執筆をはじめる。初めて書いた長編を新潮ミステリー倶楽部賞と横溝正史賞に、短編をオール讀物新人賞に応募するが受賞できなかった。このとき応募した短編は後に「ハードボイルドな小学生」というタイトルで『小説現代』2002年4月号に発表された。
1999年、秋元康がプロデュースしたインターネット・ドラマ『グラウエンの鳥籠』で脚本を担当。1日1分のドラマを365日連続で配信する世界初の試みだった。この作品で後に『13階段』で本格的に扱うことになる死刑制度を初めて題材にした。

### 小説家時代
2000年、風水で吉方とされる真南に講談社があったことで、江戸川乱歩賞への応募を決意。2001年、死刑制度を扱ったミステリー『13階段』で第47回江戸川乱歩賞を満場一致で受賞。選考委員の逢坂剛は「素人ばなれした腕前、といってよい。選考委員全員が一致して推したのは、最近では珍しいのではないか。ここ十年ほどの乱歩賞受賞作の中でも、出色の佳作だと思う」と評した。同作品は40万部を売り上げ、乱歩賞受賞作品の中でもっとも速く高い売り上げ記録を達成している。
2008年、「6時間後に君は死ぬ」がWOWOW「ドラマW」枠で映像化された。その際脚本を担当した。また、後半部分の「3時間後に僕は死ぬ」では監督を担当した。
2011年に発表した『ジェノサイド』で第2回山田風太郎賞と第65回日本推理作家協会賞を受賞。同作は「週刊文春ミステリーベスト10」と「このミステリーがすごい!」の両方で1位に選ばれた。2013年12月に文庫化されると、2014年5月には発行部数が累計100万部を突破するベストセラーになった。オリコンが発表した「2014年年間“本”ランキング」の文庫総合TOP50でも、上下巻併せて50万部を売り上げている。

## 文学賞受賞・候補歴
太字が受賞したもの
- 1983年 - 「幽霊」で第9回城戸賞候補。
- 2001年 - 『13階段』で第47回江戸川乱歩賞受賞[4]。
- 2011年 - 『ジェノサイド』で第145回直木三十五賞候補、第2回山田風太郎賞受賞[8]。
- 2012年 - 『ジェノサイド』で第33回吉川英治文学新人賞候補、第9回本屋大賞第2位[9]、第65回日本推理作家協会賞（長編及び連作短編集部門）受賞[10]。
- 2023年 - 『踏切の幽霊』で第169回直木三十五賞候補。

## 著作

### 単行本
- 13階段（2001年8月 講談社 / 2004年8月 講談社文庫 / 2012年3月 文春文庫）
- グレイヴディッガー（2002年7月 講談社 / 2005年6月 講談社文庫 / 2012年2月 角川文庫）
- K・Nの悲劇（2003年2月 講談社 / 2006年2月 講談社文庫 / 2012年6月 文春文庫）
- 幽霊人命救助隊（2004年4月 文藝春秋 / 2007年4月 文春文庫）
- 夢のカルテ（2005年11月 角川書店 / 2011年12月 角川文庫）- 阪上仁志との共著
- 6時間後に君は死ぬ（2007年5月 講談社 / 2010年5月 講談社文庫）
  - 収録作品：6時間後に君は死ぬ / 時の魔法使い / 恋をしてはいけない日 / ドールハウスのダンサー / 3時間後に僕は死ぬ / エピローグ 未来の日記帳
- ジェノサイド（2011年3月 角川書店 / 2013年12月 角川文庫 上下巻）
- 踏切の幽霊（2022年12月 文藝春秋）

### アンソロジー
「」内が高野和明の作品
- ザ・ベストミステリーズ 推理小説年鑑 2002（2002年7月 講談社）
  - 【分冊・改題】零時の犯罪予報 ミステリー傑作選46（2005年4月 講談社文庫）「6時間後に君は死ぬ」
- 乱歩賞作家 赤の謎（2004年4月 講談社 / 2006年4月 講談社文庫）「二つの銃口」
- 午前零時（2007年6月 新潮社）「ゼロ」
  - 【改題】午前零時P.S.昨日の私へ（2009年11月 新潮文庫）

### 雑誌掲載短編
- ハードボイルドな小学生（講談社『小説現代』2002年4月号）

### その他
- 人気作家10人が教える新人賞の極意（2002年12月 二見書房）- 友清哲によるインタビュー
  - 【改題】作家になる技術（2005年11月 扶桑社文庫）
- ミステリアス・ジャム・セッション（2004年1月 早川書房）- 村上貴史によるインタビュー

## 脚本

### テレビドラマ
- 蜜柑と月（1992年4月13日 - 4月16日、全4回、テレビ朝日系「ネオドラマ」、主演：相楽晴子）
- サヨナラまでの4日間（1992年5月4日 - 5月7日、全4回、テレビ朝日系「ネオドラマ」、主演：松下由樹）
- 魔の視線（1992年5月5日、日本テレビ系「火曜サスペンス劇場」、主演：渡辺典子）
- たんぽぽクラブ（1992年6月22日 - 6月25日、全4回、テレビ朝日系「ネオドラマ」、主演：奥野敦士）
- 自己調査（1992年8月23日 - 8月26日、全4回、テレビ朝日系「ネオドラマ」、主演：高島礼子）
- 児童虐待調査官・百瀬なつきの事件ファイル（2000年2月18日、フジテレビ系「金曜エンタテイメント」、主演：佐藤藍子）
- 愛のことば（2001年4月2日 - 6月29日、フジテレビ系、主演：鶴水瑠衣）
- 6時間後に君は死ぬ（2008年9月28日、WOWOW「ドラマW」、主演：塚本高史、原作：6時間後に君は死ぬ / 3時間後に僕は死ぬ）

### 映画
- 国会へ行こう!（1993年5月1日公開、配給：東宝、監督：一倉治雄、主演：吉田栄作）

### 配信ドラマ
- グラウエンの鳥籠（1999年10月1日 - 2000年9月30日、全365話）

### ビデオ・DVD
- 稲川淳二の餌食II（2000年7月7日、ケイエスエス）
- 女子アナ探偵〜早口言葉殺人事件（2000年12月20日、フジテレビジョン／ポニーキャニオン）

### 不明
- SHADOW シャドー（2001年）[注 1]

## 小説の映像化作品

### 映画
- 13階段（2003年2月8日公開、配給：東宝、監督：長澤雅彦、主演：反町隆史）
- 6時間後に君は死ぬ（2024年、監督：イ・ユンソク、主演：ジェヒョン（NCT））

### テレビドラマ
- 6時間後に君は死ぬ（2008年9月28日、WOWOW「ドラマW」、主演：塚本高史、原作：6時間後に君は死ぬ / 3時間後に僕は死ぬ）